# Consiliência
Na ciência e na história, a consiliência (também conhecida como convergência de evidências ou concordância de evidências) é o princípio de que evidências de fontes independentes e não relacionadas podem "convergir" em conclusões fortes. Ou seja, quando várias fontes de evidência estão de acordo, a conclusão pode ser muito forte, mesmo quando nenhuma das fontes individuais de evidência o é, significativamente, por si só. A maior parte do conhecimento científico estabelecido é apoiada por uma convergência de evidências; caso contrário, as evidências são comparativamente fracas e provavelmente não haverá um forte consenso científico.
A palavra consiliência foi originalmente cunhada como a frase "consiliência de induções" por William Whewell (consiliência refere-se a um "salto conjunto" do conhecimento). A palavra vem do latim com- "juntos" e -siliens "salto" (como em resiliência).

## Descrição
A consiliência requer o uso de métodos de medição independentes, o que significa que os métodos têm poucas características compartilhadas. Ou seja, o mecanismo pelo qual a medição é feita é diferente; cada método é dependente de um fenômeno natural não relacionado. Por exemplo, a precisão das medições de telemetria a laser é baseada na compreensão científica dos lasers, enquanto as imagens de satélite e os medidores dependem de fenômenos diferentes. Como os métodos são independentes, quando um dos vários métodos está errado, é muito improvável que esteja errado da mesma forma que qualquer um dos outros métodos, e uma diferença entre as medições será observada. Se a compreensão científica das propriedades dos lasers fosse imprecisa, então a medição do laser seria imprecisa, mas as outras não.

## Importância
Por causa da consiliência, a força da evidência para qualquer conclusão em particular está relacionada a quantos métodos independentes estão apoiando a conclusão, bem como a quão diferentes esses métodos são. Essas técnicas com menos (ou nenhuma) características compartilhadas fornecem a maior consiliência e resultam nas conclusões mais fortes. Isso também significa que a confiança geralmente é mais forte ao considerar evidências de diferentes campos, porque as técnicas geralmente são muito diferentes.

## Edward O. Wilson
Embora o conceito de consiliência no sentido de Whewell tenha sido amplamente discutido por filósofos da ciência, o termo era desconhecido para o público em geral até o final do século XX, quando foi revivido em Consilience: The Unity of Knowledge, um livro de 1998 do biólogo E. O. Wilson, como uma tentativa de preencher a lacuna cultural entre as ciências e as humanidades - tema de The Two Cultures and the Scientific Revolution (1959), de C. P. Snow. Wilson acreditava que "as humanidades, que vão da filosofia e história ao raciocínio moral, religião comparada e interpretação das artes, se aproximarão das ciências e se fundirão parcialmente com elas" com o resultado de que a ciência e o método científico, de dentro desta fusão, não só explicaria o fenômeno físico, mas também forneceria orientação moral e seria a fonte última de todas as verdades.